# Egidio Tosato
Egidio Tosato (Vicenza, 28 giugno 1902 – Roma, 20 marzo 1984) è stato un politico e giurista italiano.

## Biografia
Nato e cresciuto a Vicenza, allievo di Donato Donati all'Università degli Studi di Padova, fu giurista e professore di Diritto costituzionale a Cagliari, a Venezia e a Milano (dove fece da relatore a Giorgio Ambrosoli); scrisse anche numerose pubblicazioni scientifiche.
Uomo politico profondamente cattolico, fu eletto deputato per la DC all'Assemblea Costituente nelle prime elezioni generali libere del 2 giugno 1946, insieme con gli altri vicentini Mariano Rumor, Guglielmo Cappelletti e Giustino Valmarana. Nelle consultazioni del 1948 e del 1953 fu eletto alla Camera dei Deputati, dove ricoprì incarichi di alta responsabilità.
Nel settembre 1948 ricopriva la carica di vicepresidente della Camera quando, insieme con il presidente Alcide De Gasperi e il ministro Guido Corbellini, venne a Vicenza ad inaugurare la ricostruita stazione ferroviaria e la fiera.
Nel 1951 era sottosegretario alla Giustizia, e nel 1954 fu per pochi giorni Ministro della pubblica istruzione sotto il primo governo Fanfani.
Deluso dalla tensioni che trovava in seno al suo partito, dopo il secondo mandato parlamentare decise di ritirarsi dalla vita politica per tornare a dedicarsi interamente agli studi e all'insegnamento. Pur vivendo a Milano e poi a Roma, trascorreva regolarmente il periodo estivo nella sua Vicenza, che amava moltissimo.
Morì a Roma, nel 1984, all'età di 82 anni. Dopo la sua morte, un busto ed una lapide commemorativa sono stati posti a Vicenza nella casa in cui era nato.